# La Belle Empoisonneuse
Pour plus de détails, voir Fiche technique et Distribution.
La Belle Empoisonneuse est un film québécois réalisé par Richard Jutras sorti en 2007. Il s'agit du premier long métrage de fiction du réalisateur.

## Synopsis
Homère, jeune libraire épileptique élevé par son père dans la lecture de tragédies grecques, rencontre Roxane, jeune femme cleptomane d'une famille fortunée dont la mère est une comédienne reconnue et devenue aveugle. Roxane travaille pour un organisme de charité où elle doit accompagner une recrue dans la vente porte-à-porte. Le hasard fait en sorte que c'est Homère qui est assigné à Roxane, alors qu'il vient d'avoir le coup de foudre pour celle-ci. Leur premier jour de porte-à-porte les propulsera dans une aventure comprenant meurtre et champignons magiques.

## Fiche technique
- Titre original : La Belle Empoisonneuse
- Réalisation : Richard Jutras
- Scénario : Richard Jutras
- Musique : Olivier Auriol
- Direction artistique : Jean Le Bourdais
- Décors : Éric Aubuchon
- Costumes : Klaude Roussel
- Maquillage : Audrey Bitton
- Coiffure : Marcelo Padovani
- Photographie : James Gray
- Son : Dominique Chartrand, Jérôme Boiteau
- Montage : Denis Lavoie
- Production : Yves Fortin
- Société de production : Productions Thalie
- Sociétés de distribution : Christal Films
- Budget : 1,8 million de dollars[1]
- Pays d'origine :  Canada
- Langue originale : français
- Format : couleur (Technicolor)
- Genre : Drame et romance
- Durée : 93 minutes
- Dates de sortie :
  - Belgique : 3 octobre 2007 (première internationale au Festival international du film francophone de Namur (FIFF))
  - Canada : 29 octobre 2007 (première québécoise au 26e Festival du cinéma international en Abitibi-Témiscamingue (FCIAT))[2]
  - Canada : 25 janvier 2008 (sortie en salle au Québec)
  - Canada : 6 février 2008 (première canadienne hors-Québec à la 14es Rendez-vous du cinéma québécois et francophone de Vancouver
  - Canada : juin 2008 (DVD)

## Distribution
- Maxime Denommée : Homère Angelopoulos-Lacroix
- Isabelle Blais : Roxane
- Benoît Gouin : Jacques Dupire, beau-père de Roxane
- Isabelle Miquelon : Isabelle Paré, comédienne aveugle, mère de Roxane et épouse de Jacques
- Tania Kontoyanni : Athéna, demi-sœur de Homère
- Andrée Lachapelle : Solange, grand-mère de Roxane
- André Melançon : Michel, restaurateur et ami de Homère
- Serge Houde : monsieur Angelopoulos, père de Homère
- Robert Lepage : Marc-Antoine, humoriste déprimé
- Steve Banner : John, beau-frère de Homère
- Louis-Philippe Dury : Homère, 13 ans
- Guy-Daniel Tremblay : inspecteur